# Општина Стара Градишка
Општина Стара Градишка се налази у Западној Славонији, у саставу Бродско-посавске жупаније, Република Хрватска. Сједиште општине је Стара Градишка.

## Географија
Граничи се са општинама: Горњи Богићевци, Окучани, Драгалић и Врбје, као и са Сисачко-мословачком жупанијом.

## Историја
У периду од 1991. до маја 1995, насеља општине су припадала Републици Српској Крајини. До територијалне реорганизације у Хрватској општина се налазила у саставу бивше општине Нова Градишка.

## Насељена мјеста
- Горњи Варош
- Гређани
- Доњи Варош
- Нови Варош
- Пиваре
- Стара Градишка
- Ускоци

## Становништво
Према попису становништва из 2011. године, општина Стара Градишка је имала 1.363 становника.
| Попис 2011.‍   | Попис 2011.‍ | Попис 2011.‍ | Попис 2011.‍ | Попис 2011.‍ |
| ------------- | ----------- | ----------- | ----------- | ----------- |
|               |             |             |             |             |
| Хрвати        | Хрвати      |             | 1.134       | 83,20%      |
| Срби          | Срби        |             | 197         | 14,45%      |
| остали        | остали      |             | 32          | 2,35%       |
| укупно: 1.363 |             |             |             |             |